# Таубиц, Юлия
Юлия Таубиц (нем. Julia Taubitz, род. 1 марта 1996 года, Аннаберг-Буххольц) — немецкая саночница, восьмикратная чемпионка мира по санному спорту, чемпионка Европы 2025 года, призёр чемпионатов мира и Европы, победительница и призёр этапов Кубка мира, обладательница Большого хрустального глобуса (2019/20). Член сборной Германии по санному спорту.

## Биография
Начала заниматься санным спортом в раннем возрасте в 2003 году.
В феврале 2016 года Юлия Таубиц завоевала золото на юниорском чемпионате мира в Винтерберге.
В 2017 году она заняла 2-е место на чемпионате мира U23 в Инсбруке. На новой олимпийской трассе в Пхёнчхане она приняла участие в этапе Кубка мира.
На первом этапе Кубка мира 2018/2019 года в Австрии, Юлия,в двух гонках (основная трасса и спринт) стала второй после лидера сборной Германии Натали Гайзенбергер. На этапе в Калгари одержала победу. По окончании сезона в Кубке мира она заняла итоговое второе место. 
На чемпионате мира по санному спорту в Винтерберге, в 2019 году, Юлия впервые в карьере завоевала две серебряные медали в спринте и одиночных санях.
В первом спуске сезона 2019/2020 года, в Инсбруке, Юлия финишировала с третьим результатом дня, уступив россиянке Татьяне Ивановой 0,164 секунды. На втором этапе ей не было равных и она одержала первую победу в сезоне. На чемпионате Европы в Лиллехаммере немецкая саночница стала серебряным призёром соревнований, уступив Ивановой. На чемпионате мира в Сочи Таубиц, как и годом ранее, заняла второе место в соревнованиях одиночниц и стала трёхкратным серебряным призёром чемпионатов мира. В эстафете в составе сборной Германии выиграла золото и впервые стала чемпионкой мира. 
На чемпионате мира 2021 года в Кёнигсзе победила в спринте, а затем и в одиночках, опередив Натали Гайзенбергер. В эстафете в составе сборной стала второй.
На чемпионате мира 2025 года в Канаде, Юлия в новой дисциплине - одиночный микст в паре с Максом Лангенханом завоевала золотую медаль, а на следующий день победила в одиночном спуске. После победы в эстафете стала восьмикратной чемпионкой мира.  